# Чон Лі Гьон
Чон Лі Гьон (кор. 전이경) — південнокорейська ковзанярка, спеціалістка з бігу на короткій доріжці, чотириразова олімпійська чемпіонка, олімпійська медалістка, багаторазова чемпіонка світу, зокрема триразова в багатоборстві, призерка чемпіонатів світу, чемпіонка та призерка Азійських ігор.
Чон домінувала в жіночому шорт-треку в середині 1990-х. Основною її суперницею була китаянка Ян Ян (A).
Уперше Чон виступала на Олімпіаді 1992 року в Альбервілі, коли їй було 15. Особливого успіху вона тоді не мала. Але на наступній Олімпіаді в Ліллегаммері вона виграла дистанцію 1000 метрів і приклалася до перемоги корейської команди в естафетній гонці на 3000 метрів
. На Олімпіаді в Нагано вона повторила ці результати, здійснивши дабл-дабл, чого нікому раніше зробити не вдавалося. Крім того в Нагано вона несподівано отримала бронзову медаль на дистанції 500 метрів, хоча навіть не бігла в основному фіналі. Сталося через зіткнення в основному фіналі, внаслідок якого Ізабелль Шаре дискваліфікували, а Ван Чуньлуй не закінчила дистанцію.
У проміжку між Ліллегаммерською та Наганською олімпіадами Чон тричі поспіль вигравала чемпіонати світу в багатоборстві. Спортсменка завершила кар'єру після чемпіонату світу 1998 року, де її випередила в багатоборстві Ян Ян (A).

## Зовнішні посилання
- Досьє на sports-reference.com

## Виноски
1. ↑  Lillehammer 1994 Official Report - Volume 3 (PDF). Lillehammer Olympic Organizing Committee. LA84 Foundation. 1994. Процитовано 16 січня 2014. [Архівовано 2010-12-02 у Wayback Machine.]
2. ↑  Nagano 1998 Official Report - Volume 3 (PDF). Nagano Olympics Organizing Committee. LA84 Foundation. 1998. Процитовано 16 січня 2014. [Архівовано 2008-02-26 у Wayback Machine.]